# Distretto di Mochumi
Il distretto di Mochumi è uno dei dodici distretti della provincia di Lambayeque, in Perù. Si trova nella regione di Lambayeque e si estende su una superficie di 103,7 chilometri quadrati.

Ha per capitale la città di Mochumi e contava 19.050 abitanti nel censimento del 2005.